# Parque nacional Wasgamuwa
El parque nacional Wasgamuwa es un parque natural en Sri Lanka situado en los distritos de Matale y Polonnaruwa. Fue declarado para proteger y para dar refugio a los animales salvajes desplazados durante el proyecto de desarrollo de Mahaweli en 1984 y es uno de los cuatro parques nacionales designados bajo el proyecto. Originalmente fue designado como reserva natural en 1938, y luego a principios de los años setenta el área fue reclasificada como reserva natural estricta. Wasgamuwa es una de las áreas protegidas de Sri Lanka donde se pueden ver grandes rebaños de elefantes. También es una de las Áreas Importantes para las aves en Sri Lanka. El nombre Wasgamuwa deriva de las palabras "Walas Gamuwa". "Walasa" es oso perezoso en Sinhala y "Gamuwa" significa leña. El parque está situado a 225 km de Colombo.

## Características físicas
La temperatura diaria anual del parque nacional es de 28 °C (82 °F) . La precipitación anual oscila entre 1650-2100 mm. La lluvia cae durante el monzón del noreste, de octubre a enero. Julio-septiembre es la estación seca. La mayor elevación del parque nacional es Sudu Kanda (montaña blanca), de 470 metros (1.540 pies) de altura. El suelo del parque nacional contiene cuarzo y mármol. Los bosques de Wasgamuwa representan a los bosques secos de Sri Lanka. El parque se compone de bosque primario, secundario, bosques ribereños y praderas.

## Historia e irrrigación histórica
Las ruinas de Malagamuwa, Wilmitiya, los depósitos de riego Dasthota y el canal de Kalinga Yoda Ela que fueron construidos por Parākramabāhu I aún siguen en el parque nacional. En el pasado el agua era traída por el canal de la margen izquierda de la represa de Minipe hasta la presa de Parakrama Samudra  atravesando el parque de Wasgamuwa.
Yudangana Pitiya ha sido identificado como el campo de batalla de la batalla entre el rey Elara y el rey Dutthagamani. Un pastizal donde el ejército del Dutthagamani supuestamente acampó antes de la batalla se conoce como Kandauru Pitiya. Se pueden ver en el parque nacional las ruinas del chaitya de Chulangani que fue construido por rey Mahanaga. Su circunferencia, 966 pies (294 m) es mayor que la de Ruwanwelisaya. Los artefactos que se han recuperado de las ruinas de la chaitya incluyen una palangana usada por rey Sri Vikrama Rajasinha y varias estatuas de bronce que ahora se guardan en el vihara de Yudangana.

## Flora

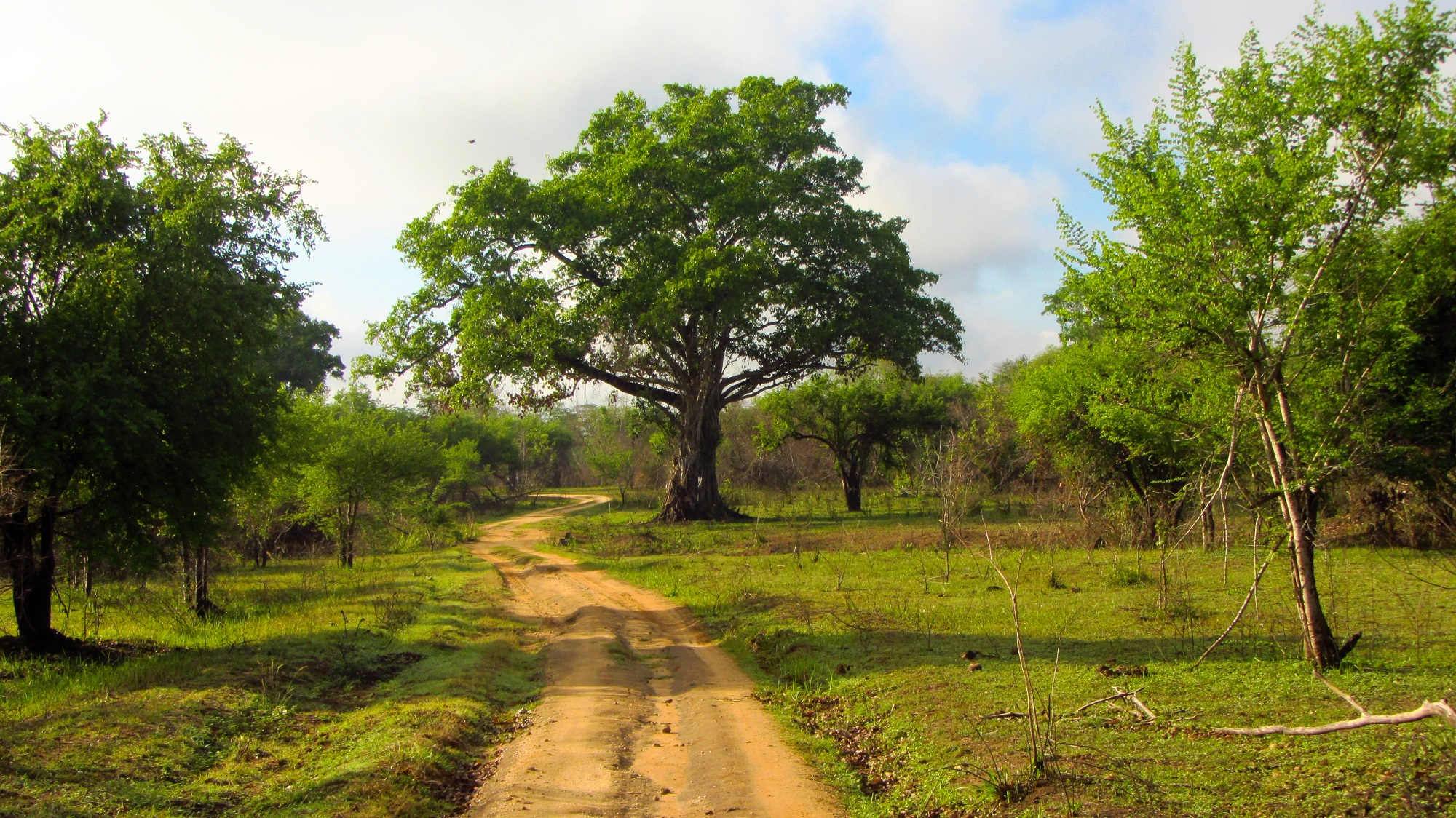
Camino de safari en Wasgamuwa.

El Parque Nacional de Wasgamuwa tiene una de las mayores biodiversidades entre las áreas protegidas de Sri Lanka. Más de 150 especies de flores han sido registradas en el parque. Cryptocoryne walkeri y Munronia pumila son dos plantas con valor económico. Los yacimientos y los bosques ribereños sustentan gran número de especies de fauna. El bosque se compone de varias capas. Chloroxylon swietenia, Manilkara hexandra, Eleodendron glaucum, Pterospermum canescens, Diospyros ebenum, Holoptelea intergrifolia, Pleurostylia opposita, Vitex altissima, Drypetes sepiaria y Berrya cordifolia son los árboles dominantes en la capa más elevada. Polyalthia korinti, Diplodiscus verrucosus, Limonia acidissima, Cassia roxburghii y Strobilanthes stenoden son comunes en otros estratos. En el parque existe un árbol de tamarindo de 1.700 años de antigüedad, "Oru Bendi Siyambalawa" (en Sinhala para Canoes-Moored-Tamarind).

## Fauna

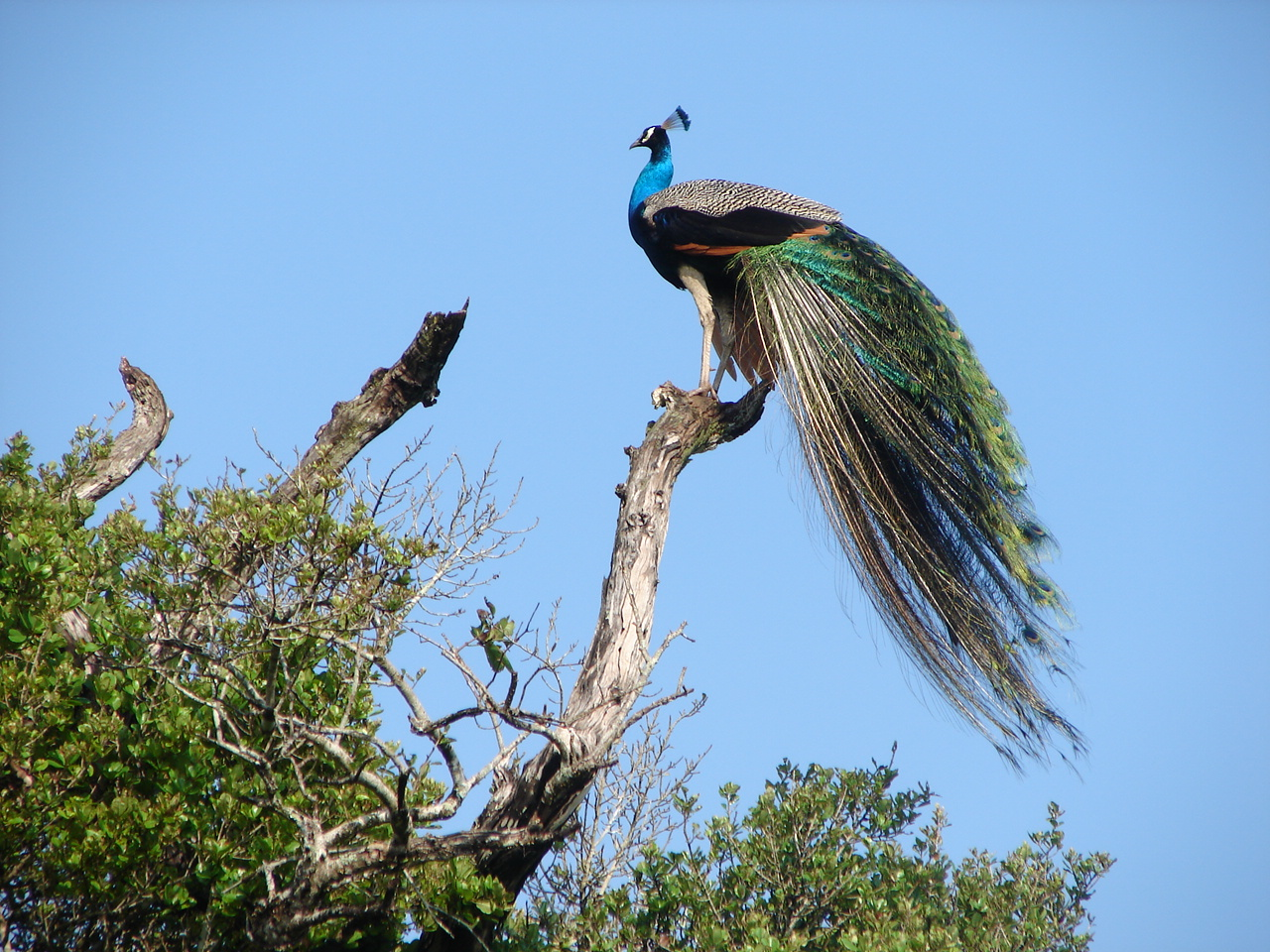
Un pavo real disfrutando del sol de la mañana

El Parque Nacional Wasgamuwa alberga 23 especies de mamíferos. Está habitado por una manada de 150 elefantes de Sri Lanka. El elefante de los pantanos (Elephas maximus vil-aliya) vive en el área del río Mahaweli. Los monoslangur púrpura y macaco toque habitan en el parque y son endémicos de Sri Lanka. Mientras que el búfalo de agua y el chital de Sri Lanka son comúnmente observados. El leopardo de Sri Lanka y el oso de perezoso son raros. La pequeña civet de palma dorada es otro mamífero endémico raro.
El número de especies de aves registradas en el parque es de 143. Esto incluye 8 especies endémicas. El endémico malkoha de cara roja es un ave residente en este parque nacional. El gallo de Sri Lanka  es otra ave endémica que habita el parque. El marabú menor, barbudo frentigualdo, y el faisancillo de Ceilán son las especies que visitan los embalses y arroyos del parque nacional. El pavo real, la cigüeña pintada, el ibis de cabeza negra y la espátula eurasiática son las otras aves acuáticas del parque. El raro podargo de Ceilán se puede encontrar aquí. Otra especie rara, el cuco de las castañas, se ve cerca del río Mahaweli.
La endémica y enpeligro Fejervarya pulla es una de las ocho especies de anfibios del parque. De las 17 especies de reptiles registradas en el parque, cinco especies son endémicas. El varano acuático y el cocodrilo palustre son comunes en los lagos y ríos del parque. La lagartija Lankascincusspp., los lagartos Calotes ceylonensis y Otocryptis wiegmanni, y la serpiente Chrysopelea taprobanica son especies de reptiles en peligro de extinción. La endémica Garra ceylonensis y el combtail se encuentran entre las 17 especies de peces que residen en los hábitats acuáticos del parque. De las 50 mariposas del parque, ocho especies son endémicas.

## Amenazas y conservación
Existe la posibilidad de que los animales silvestres puedan contraer enfermedades al entrar en contacto con el ganado doméstico, que son pastoreados en las praderas del parque por los aldeanos. Los animales salvajes tienen que competir con estos ganados, ya que han ocupado las tierras de pastoreo y los abrevaderos. Estos ganados también dañan la cerca eléctrica del parque. La tala ilegal es una amenaza importante y evitar que se produzca es un tema difícil. Los elefantes dañan las propiedades de los aldeanos y se han producido ataques mortales contra ellos. Se ha propuesto un alojamiento de tránsito de elefantes en el Parque Nacional Wasgamuwa. Los ambientalistas expresaron su preocupación por el reasentamiento propuesto de personas desplazadas por la construcción del embalse de Moragahakanda. Se sugiere que esto dio lugar a escalar el choque entre elefante y humano.